# Kenya ai Giochi della XVII Olimpiade
Il Kenya partecipò ai Giochi della XVII Olimpiade che si sono svolti a Roma dal 25 agosto all'11 settembre 1960, con una delegazione di 27 atleti impegnati in quattro discipline: vela, hockey su prato, tiro e atletica leggera.
Fu la seconda partecipazione di questo paese ai Giochi olimpici. Non furono conquistate medaglie.